# Randi Degn
Randi Degn' (29 de junio de 1989) es una deportista danesa que compite en tiro con arco, en la modalidad de arco recurvo.
En los Juegos Europeos de Minsk 2019 consiguió una medalla de bronce en la prueba por equipo. Ganó una medalla de bronce en el Campeonato Europeo de Tiro con Arco al Aire Libre de 2021, en la misma prueba.

## Palmarés internacional
| Juegos Europeos                  | Juegos Europeos     | Juegos Europeos   | Juegos Europeos |
| Año                              | Lugar               | Medalla           | Prueba          |
| -------------------------------- | ------------------- | ----------------- | --------------- |
| 2019                             | Minsk (Bielorrusia) | Medalla de bronce | Equipo          |
| Campeonato Europeo al Aire Libre |                     |                   |                 |
| Año                              | Lugar               | Medalla           | Prueba          |
| 2021                             | Antalya (Turquía)   | Medalla de bronce | Equipo          |